# Castianeira micaria
Castianeira micaria is een spinnensoort uit de familie van de loopspinnen (Corinnidae).
De wetenschappelijke naam van de soort werd in 1886 als Tylophora micaria gepubliceerd door Eugène Simon.